# 藍是最粉的顏色
《藍是最粉的顏色》（西班牙語：Azul y no tan rosa）是一部2012年的委內瑞拉劇情片，由委內瑞拉導演米格爾·法拉利編劇兼執導，電影於2012年11月上映。
影片在2014年的第28屆哥雅獎上獲得最佳西班牙語外國片獎，成為首部贏得此獎的委內瑞拉電影。
影片描述了在委內瑞拉極具爭議的主題：恐同暴力、同性戀、變性以及家庭暴力。此片藉2014年6月25日的舊金山國際LGBT影展在美國首映。

## 演員表
- 吉列摩·賈西亞（英语：Guillermo García (actor)） 飾 Diego
- 納丘·蒙泰斯（西班牙语：Nacho Montes (actor)） 飾 Armando
- 伊妲·亞柏拉罕（英语：Hilda Abrahamz） 飾 Delirio del Río
- 卡洛琳娜·朶蕾 飾 Perla Marina
- 亞歷山大·達席爾瓦（西班牙语：Alexander Da Silva） 飾 Racso
- 蘇格拉底·瑟萊諾 飾 Fabrizio
- 艾芭·埃絲柯琶（西班牙语：Elba Escobar） 飾 Rocío
- 碧雅翠·芭德絲（英语：Beatriz Valdés） 飾 Estrellita

## 外部連結
- Official Website （英文）
- Film's page at TLA Releasing （页面存档备份，存于） （英文）
- 互联网电影数据库（IMDb）上《藍是最粉的顏色》的资料（英文）
- 開眼電影網上《藍是最粉的顏色》的資料（繁體中文）